# François Biltgen
François Biltgen (ur. 28 września 1958 w Esch-sur-Alzette) – luksemburski polityk, od 1999 do 2013 minister, od 2003 do 2009 przewodniczący Chrześcijańsko-Społecznej Partii Ludowej (CSV).

## Życiorys
Ukończył studia prawnicze na Uniwersytecie Paryskim, specjalizując się w prawie wspólnotowym. Kształcił się też w zakresie nauk politycznych w Instytucie Nauk Politycznych w Paryżu. Podjął następnie praktykę w zawodzie prawnika w swej rodzinnej miejscowości.
Od 1983 był sekretarzem parlamentarnym partii chadeckiej, od 1987 radnym Esch-sur-Alzette, a od 1997 członkiem egzekutywy miejskiej odpowiedzialnym za sprawy finansowe i społeczne. W latach 1994–1999 zasiadał w Izbie Deputowanych. Od 1999 premier Jean-Claude Juncker powołuje go w skład kolejnych rządów. Do 2009 pełnił łącznie funkcję ministra pracy i zatrudnienia, ministra kultury, szkolnictwa wyższego i badań naukowych oraz ministra ds. religii. W 2009 w miejsce resortu pracy powierzono mu ministerstwa sprawiedliwości, służb publicznych i reformy administracji oraz łączności i mediów. Pełnił tę funkcję do 2013.
W 2003 zastąpił Ernę Hennicot-Schoepges na stanowisku przewodniczącego Chrześcijańsko-Społecznej Partii Ludowej. Ustąpił w 2009 na rzecz Michela Woltera. W 2013 został sędzią Trybunału Sprawiedliwości.